# Mickey bienfaiteur
Pour plus de détails, voir Fiche technique et Distribution.
Mickey bienfaiteur est un dessin animé de Mickey Mouse produit par Walt Disney pour RKO Radio Pictures, et sorti le 22 août 1941. Ce film est un remake colorisé du Gala des Orphelins réalisé en 1934.
La différence de nom entre les deux versions françaises n'a pour le moment pas d'explication. On retrouve aussi les personnages de Clara Cluck et de Dingo.

## Synopsis
Mickey décide d'organiser un gala pour les orphelins. Donald récite alors 2 poèmes, mais au deuxième, un enfant fait le bruit de buzzer "non" à la première question du poème : « Avez-vous vu un bérêt bleu ? ». Donald s'énerve et est chassé de la scène. Les enfants rient et s'amusent comme des fous. Un numéro de danse commence alors avec Horace Horsecollar, Clarabelle Cow et Dingo. Le numéro se termine quand Clarabelle perd sa tenue, à cause d'une mauvaise réception de Dingo. Donald revient et imite le bruit du buzzer comme les enfants avec une trompette. Les enfants rient de plus belle. Il se reçoit une glace lancée par un orphelin et se prend des coups avec des gants de boxe et finit chassé, complètement sonné. Le numéro suivant est un air d'opéra chanté par Clara Cluck. Mickey l'accompagne au piano, qui s'emmêle les doigts. Un orphelin vise Clara Cluck avec une fronde, qui hurle et qui conclut son chant. Mickey et Clara Cluck saluent la foule (les enfants les ovationnent). Donald réapparaît. Il demande d'être applaudi (les enfants se tournent les pouces). Il ne l'est pas et commence à raconter un conte. Les enfants lui disent de partir. Donald s'énerve. Les enfants lui larguent des briques et des œufs avec des ballons qu'ils font exploser, à l'aide d'une fronde, quand ils sont au-dessus de Donald. Le rideau tombe.

## Fiche technique
- Titre original : Orphan's Benefit
- Autres Titres[1] :
  - Allemagne : Die Kindervorstellung
  - France : Mickey Bienfaiteur
  - Suède : De Föräldralösas kväll, Musse Piggs gala-sjå
- Série : Mickey Mouse
- Réalisateur : Riley Thompson
- Voix originales : Walt Disney (Mickey), Florence Gill (Clara Cluck), Clarence Nash (Donald)
- Animateur : Paul Allen, Jim Armstrong[1]
- Producteur : Walt Disney, John Sutherland
- Distributeur : RKO Radio Pictures
- Date de sortie : 12 août[2] ou 22 août[1] 1941
- Format d'image : Couleur (Technicolor)
- Son : Mono (RCA Photophone)
- Durée : 9 min
- Langue : (en)
- Pays :  États-Unis

## Voix françaises
- Jean-Paul Audrain : Mickey Mouse, les orphelins
- Sylvain Caruso : Donald Duck

## Commentaires
On peut noter quelques différences avec la première version dont l'absence de Pinto Colvig, la voix de Dingo, l'absence de crédit pour les animateurs.